# King Edward Point
King Edward Point je výzkumná stanice a hlavní město ležící na území Jižní Georgie a Jižních Sandwichových ostrovů. Je spravována British Antarctic Survey. Leží na ostrově Jižní Georgie v zátoce Cumberland East Bay. Město je z hlediska počtu obyvatel druhým nejmenším hlavním městem na světě po městě Ngerulmud na Palau.